# Mozzi (famiglia)

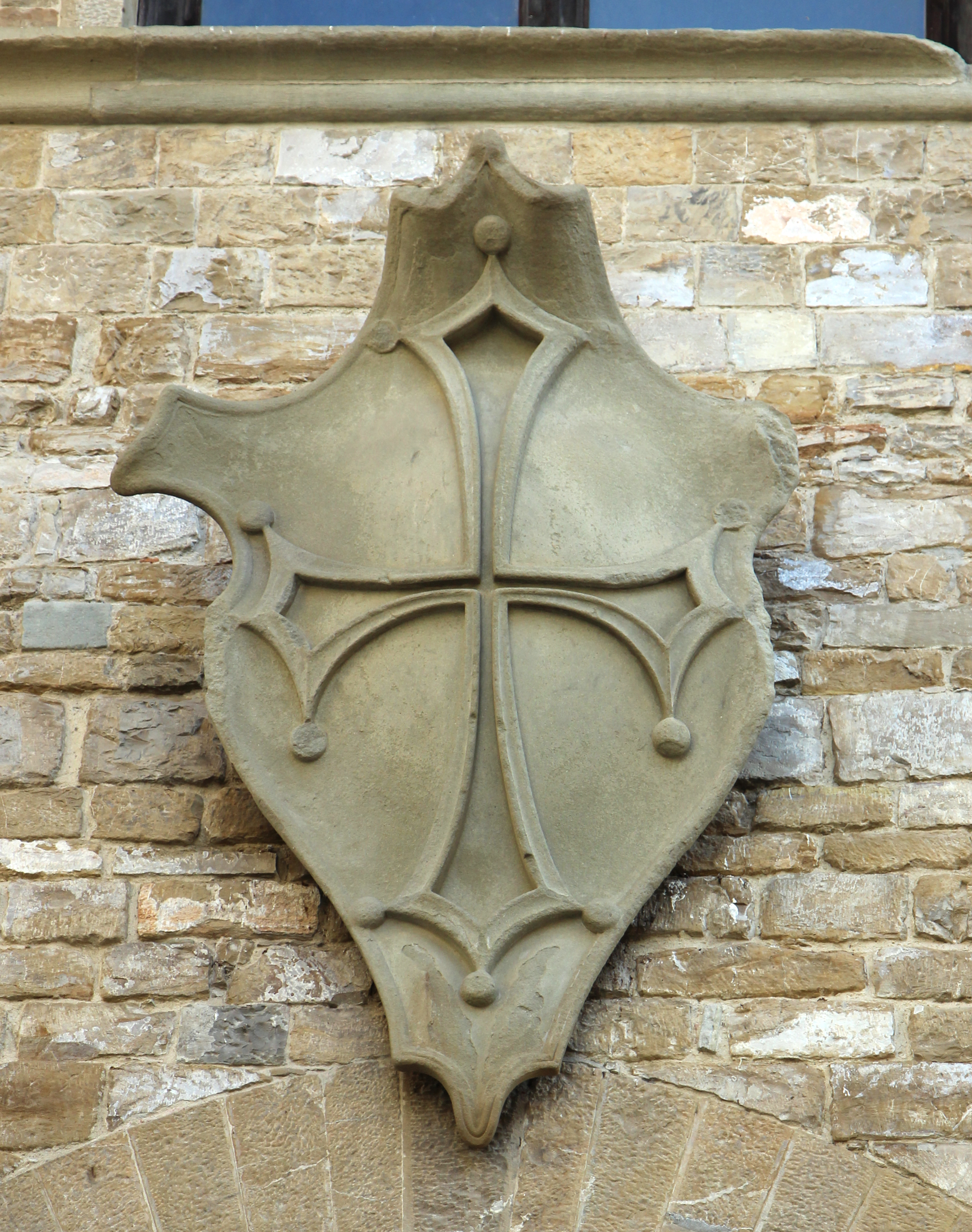
Stemma sul palazzo dei Mozzi

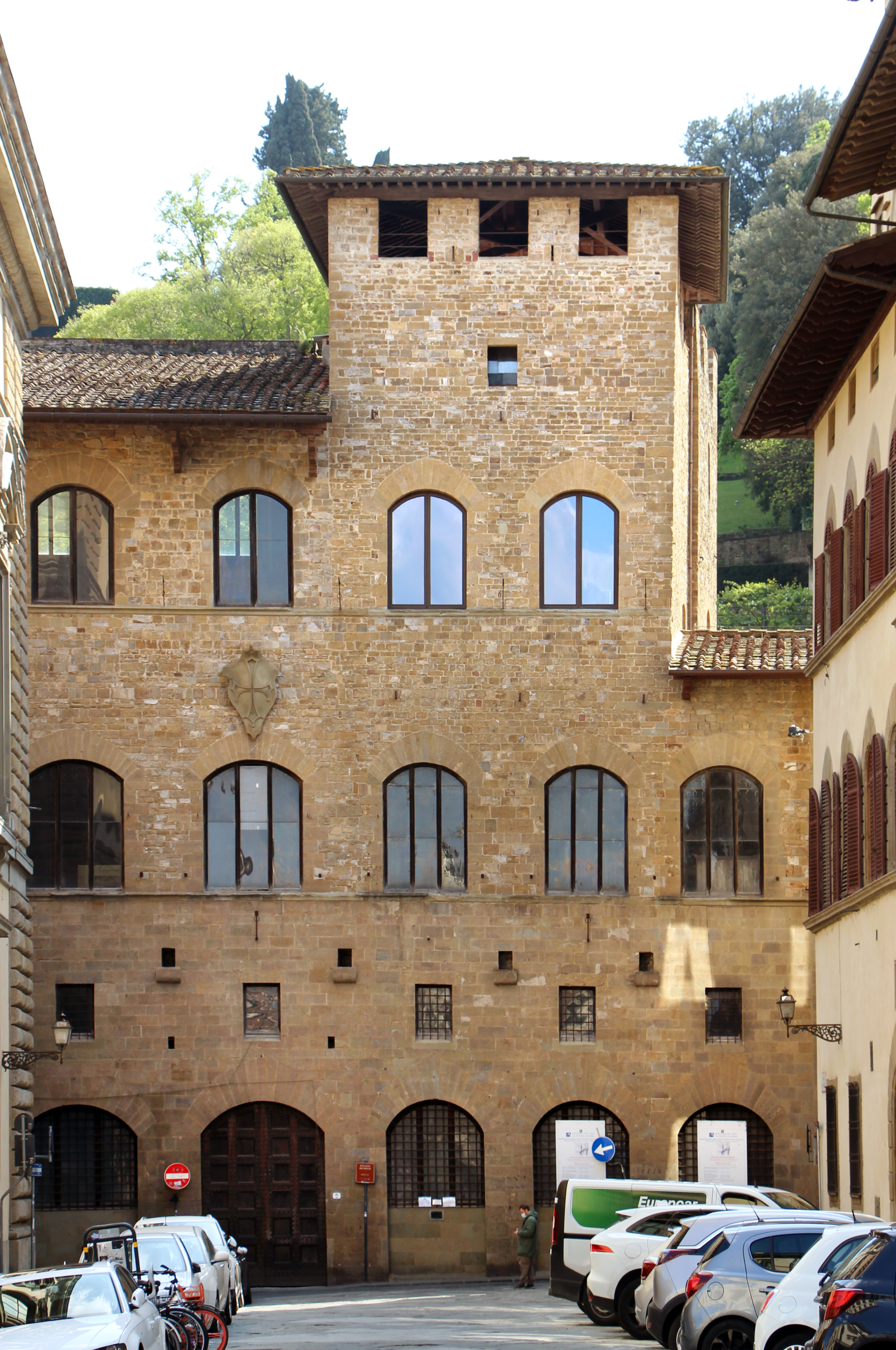
Palazzo dei Mozzi

I Mozzi furono una famiglia patrizia di Firenze.

## Storia familiare
Originari di Cavriglia nel Valdarno Superiore, si inurbarono a Firenze con Spigliato di Cambio che, come ricorda il Villani, "da piccolo cominciamento" entrò nel consiglio degli Anziani nel 1253. Pochi anni dopo Andrea dei Mozzi fece carriera nel clero come cappellano prima di papa Alessandro IV poi di Gregorio X. mediando a Roma i rapporti tra la curia e gli istituti di credito fiorentini che compivano numerose transazioni finanziarie nella città pontificia, e riuscendo a diventare vescovo di Firenze nel 1287. Proprio coi papi i Mozzi fecero la loro fortuna, diventando cassieri della Santa Sede e tesorieri pontifici. Ovviamente guelfi, vissero il travagliato periodo delle lotte tra guelfi e ghibellini all'ombra della protezione papale, costruendosi un grande palazzo a Firenze, dove si celebrò anche un'effimera pace tra le due fazioni, nel 1273, alla presenza di papa Gregorio X, del re di Napoli Carlo I d'Angiò e dell'esule Baldovino II imperatore di Costantinopoli. Sebbene l'accodo durasse solo quattro giorni, il prestigio dei Mozzi aveva raggiunto un altissimo culmine, che ormai li rapportava direttamente con le più importanti figure del loro tempo.
Nel periodo repubblicano ebbero sette priori e quattro Gonfalonieri di Giustizia, mentre durante il Granducato ebbero tre senatori ed alcuni accademici, tra cui Giannozzo Mozzi, che fu nominato cavaliere palatino da Napoleone I. Col titolo di marchesi, nel 1731 ottennero il doppio cognome dei Del Garbo. In quegli anni Giulio Giuseppe Mozzi fu un importante politico e matematico. La famiglia si estinse verso il 1880.

## Stemma
Di rosso, alla croce di Tolosa d'oro.